# منتخب جنوب إفريقيا لكرة القدم الشاطئية
منتخب جنوب أفريقيا لكرة القدم الشاطئية (بالإنجليزية: South Africa national beach soccer team)‏ ، هي منتخب رياضي وطني لكرة القدم الشاطئية في جنوب أفريقيا ، شاركت في بطولة كأس العالم لكرة القدم الشاطئية مرتين عامي 1999 و 2005.

## وصلة خارجية
- BSWW Profile